# ランジュバン動力学
物理学において、ランジュバン動力学（ランジュバンどうりきがく、英: Langevin dynamics）は、分子系の動力学の数理モデリングのための手法である。フランスの物理学者ポール・ランジュバンによって開発された。本手法は確率微分方程式の使用によって省略された自由度を説明すると同時に単純化されたモデルを使うことが特徴である。

## 概要
現実の世界における分子系は真空中に存在する可能性は低い。溶媒あるいは空気分子のぶつかり合いは摩擦を引き起こし、時折起こる高速衝突は系をかき乱す。ランジュバン動力学はこれらの効果を考慮に入れるような分子動力学の拡張を試みる。また、ランジュバン動力学はサーモスタットを用いた時のように温度を制御できるため、正準集団（カノニカルアンサンブル）を近似できる。
ランジュバン動力学は溶媒の粘性を模倣する。陰溶媒を完全にモデル化はしない。具体的には、このモデルは静電遮蔽を考慮せず、また疎水効果も考慮しない。より密な溶媒についての流体力学的相互作用はランジュバン動力学によって捉えることができないことも注意すべきである。
質量{\displaystyle M}、時間依存の確率変数を構成する座標{\displaystyle X=X(t)}を持つ{\displaystyle N}個の粒子の系について得られるランジュバン方程式は
{\displaystyle M{\ddot {X}}=-\nabla U(X)-\gamma {\dot {X}}+{\sqrt {2\gamma k_{B}T}}R(t)\,,}
である。上式において{\displaystyle U(X)}は粒子の相互作用ポテンシャル、{\displaystyle \nabla }は {\displaystyle -\nabla U(X)}が粒子の相互作用ポテンシャルから計算される力であるような勾配演算子、ドットは{\displaystyle {\dot {X}}}が速度、 {\displaystyle {\ddot {X}}}が加速度であるような時間導関数、Tは温度、kBはボルツマン定数、{\displaystyle R(t)}はゼロ平均デルタ相関定常ガウス過程であり、
{\displaystyle \left\langle R(t)\right\rangle =0}
{\displaystyle \left\langle R(t)R(t')\right\rangle =\delta (t-t')}
を満たす。ここで、{\displaystyle \delta }はディラックのデルタ関数である。
主な目的が温度の制御ならば、小さな減衰定数{\displaystyle \gamma }の使用に注意を払わなければならない。{\displaystyle \gamma }が大きくなるにつれて、慣性レジームから拡散（ブラウン）レジームへと大きく広がる。ブラウン動力学は過剰減衰したランジュバン動力学（すなわち平均加速度が起こらないランジュバン動力学）と見なすことができる。
ランジュバン方程式は確率変数Xの確率分布を支配するフォッカー・プランク方程式として再定式化できる。